# Zagorá (Grèce)
Pour les articles homonymes, voir Zagora.
Zagorá (en grec moderne : Ζαγορά) est un village et un ancien dème de Grèce situé en Thessalie, dans le Pélion. Il est le siège du dème de Zagorá-Mourési.
Selon le recensement de 2011, la population du dème compte 3 334 habitants tandis que celle de la localité compte 2 074 habitants.